# P5+1

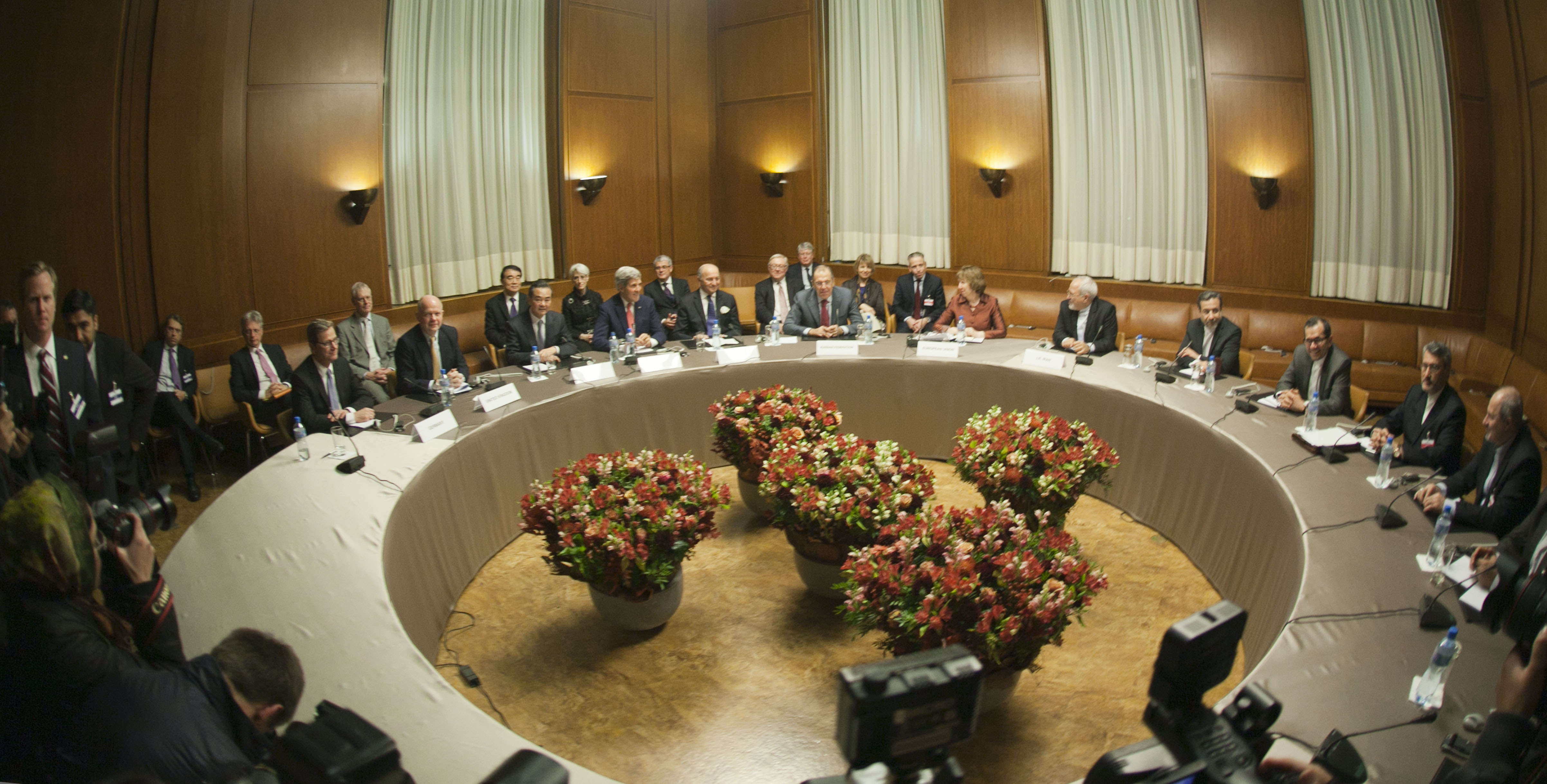
Catherine Ashton, P5+1 và Bộ trưởng ngoại giao Iran tại Thỏa thuận tạm thời Genève về chương trình hạt nhân của Iran.

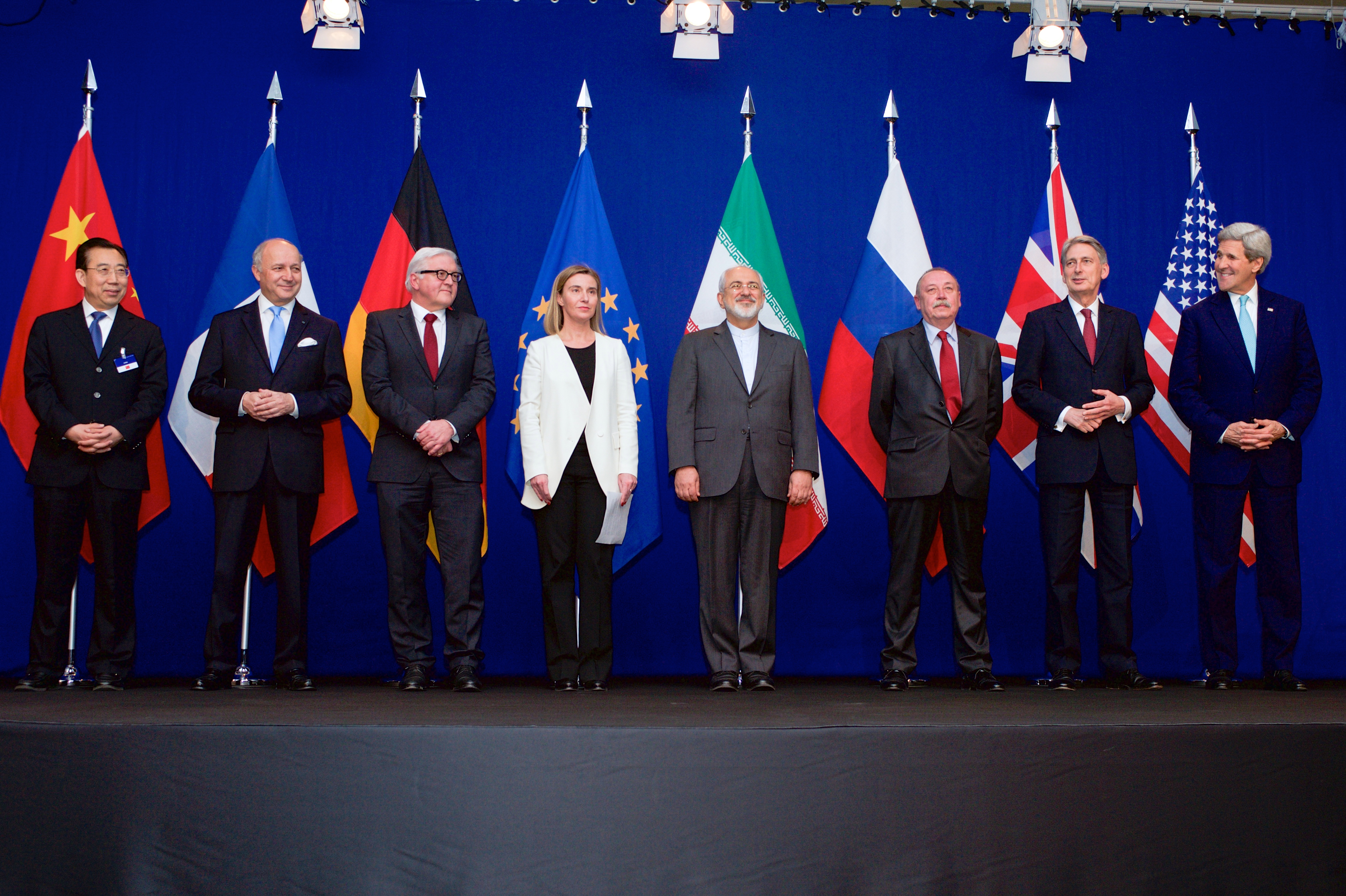
Bộ trưởng Ngoại giao Trung Quốc, Pháp, Đức, Liên minh châu Âu, Iran, Vương quốc Liên hiệp Anh, Hoa Kỳ và một nhà ngoại giao Nga ngày 2 tháng 4 năm 2015.

P5+1 là nhóm 6 cường quốc thế giới mà trong năm 2006 đã tham gia vào nỗ lực ngoại giao với Iran liên quan đến chương trình hạt nhân. Thuật ngữ này dùng để chỉ P5 hoặc nhóm năm thành viên thường trực của Hội đồng Bảo an Liên Hợp Quốc, cụ thể là Trung Quốc, Pháp, Nga, Anh Quốc, và Hoa Kỳ, cộng với Đức. P5+1 thường được gọi tắt là E3+3 (hay E3/EU+3) của các quốc gia châu Âu. Một tuần trước khi đạt thỏa thuận, Bộ trưởng Năng lượng Mỹ Ernest Moniz và người đứng đầu chương trình hạt nhân của Iran Ali Akbar Salehi đã gặp nhau để chốt lại các phương diện kỹ thuật của thỏa thuận, trong khi Bộ trưởng Ngoại giao Mỹ John Kerry và người đồng cấp Iran Mohammad Javad Zarif bàn lại những vấn đề cuối cùng trong văn bản thỏa thuận. Những nhà ngoại giao Nga nói với Hãng tin AFP rằng thỏa thuận rất phức tạp này, với phần chính tối thiểu 20 trang và phần phụ lục các chi tiết kỹ thuật rất dày nữa, đã được thảo xong 90%